# Constantine (Michigan)
Constantine – wieś w Stanach Zjednoczonych, w stanie Michigan, w hrabstwie St. Joseph.